# مونغراندو
مونغراندو (بالإيطالية: Mongrando)‏ هي بلدية في مقاطعة بييلا في إقليم بييمونتي في إيطاليا.

## السكان
في سنة 1861 بلغ عدد السكان 3٬803 نسمة، وتطور العدد ليصل في سنة 2011 لـ 3٬977 نسمة.
يظهر هذا المخطط البياني تطور النمو السكاني لـ مونغراندو